# شبانكارة
مدينة شبانكاره هي مدينة إيرانية وهي مركز بلدة شبانكاره التابع لمقاطعة دشتستان من محافظة بوشهر في جنوب إيران، كان عدد سكانها سنة 2004 حوالي 6975 نسمة.